# (we are) Performance
(we are) Performance – английский музыкальный коллектив из Манчестера (Великобритания).

## История
Звукозаписи, как и участники, приходят и уходят, но Performance остаётся. Эти друзья детства объединяются каждые несколько лет, только чтобы быть разлученными романом внутри группы (2005), наркотиками (2003), психическим заболеванием (2006), международным контрактом на издание книги (2007).
После выпуска дебютного альбома «(we are) Performance» в 2007 году группа оказалась в разных местах. Джо Стретч стал международным писателем. Он опубликовал свой дебютный роман «Friction» (издательство Vintage/Random House) в 2008 году и второй – «Wildlife» (издательство Vintage/Random House) в 2009 году. В настоящее время он работает над третьим романом, предварительное название: «One Hit Wonder».
Джо Кросс и Лаура Марсден, тем временем, основали группу «Kiss in Cities» и в конце 2009 года выпустили сингл. Джо Кросс работал как продюсер/поэт, помогая развитию других групп, в частности, Hurts (Sony).
В течение последних двух лет они периодически собираются для сочинения и записи второго альбома Performance «Unconsoled».
Они вернулись бы раньше, если бы они согласились изменить своё имя, как того требовал major label.
Джо Кросс сказал: «Я чувствую то же самое о Performance, что и о смерти. Я знаю, что я должен умереть. Я знаю, что я должен быть в Performance. Мы фактически делаем оптимистичную, ритмичную музыку. Но затем Стреч стонет под неё. Он пытается сделать её гнетущей. Он думает, что это умно, возможно».
Группа вернётся за вычетом долго выступавшей с ними клавишницы Хилари «Билл» Марсден, которая решила преследовать другие интересы.

## Состав
- Джо Кросс (Joe Cross) – клавишные
- Хилари «Билли» Марсден (Hilary «Billie» Marsden) – вокал
- Лаура Марсден (Laura Marsden) – гитара, вокал
- Джо Стретч (Joe Stretch) – вокал

## Дискография

### Альбомы
- Red Brick Heart – 2010
- (We Are) Performance – 2007

### EP
- Short Sharp Shook – 2006

### Синглы
- Dotted Line – 2003
- Love Life – 2004
- Surrender – 2005

### Ремиксы
- Free Falling (Tom Petty Cover)

### Клипы
- Karaoke
- Let’s start
- Live a little
- Love life
- Short sharp shock
- Surrender
- Unconsoled
- Reptile
- The Living

## Публикации
- Matt Collar. Biography (англ.). Allmusic. Rovi Corporation. Дата обращения: 9 ноября 2011. Архивировано из оригинала 4 мая 2012 года.
- Chris Long. Performance – (We Are) Performance [review] (англ.). BBC (14 июня 2007). Дата обращения: 9 ноября 2011. Архивировано из оригинала 4 мая 2012 года.
- Nima Baniamer. Performance — Red Brick Heart Album Review (англ.). Contactmusic.com. Дата обращения: 9 ноября 2011. Архивировано из оригинала 4 мая 2012 года.